# ダウンタウン熱血行進曲
『ダウンタウン熱血行進曲 それゆけ大運動会』（ダウンタウンねっけつこうしんきょく それゆけだいうんどうかい）は、1990年10月12日にテクノスジャパンから発売されたファミリーコンピュータ用対戦アクションゲームソフト。通称は熱血行進曲または大運動会。
1992年7月24日にはゲームボーイ（以下「GB」）版の『ダウンタウン熱血行進曲 どこでも大運動会』、1992年12月11日にはナグザットよりPCエンジンSUPER CD-ROM2（以下「PCE」）版が発売された。
2005年には『くにおくん熱血コレクション2』に収録タイトルの一つとしてゲームボーイアドバンスで発売された。
バーチャルコンソールはFC版が2007年12月4日からWii向けに、2013年4月27日からWii U向けに、2013年6月12日からニンテンドー3DS向けに配信され、GB版が2012年5月16日からニンテンドー3DS向けに配信された。
リメイク作品としては2007年に『ダウンタウン熱血行進曲DX』が携帯アプリとして配信された。2010年2月4日にはアークシステムワークスよりニンテンドーDS用に『くにおくんの超熱血!大運動会』が発売された。2015年3月5日にはアークシステムワークスよりPlayStation 3用に『ダウンタウン熱血行進曲 それゆけ大運動会 〜オールスタースペシャル〜』が発売された。2015年12月17日より対戦オンラインブラウザゲームとしてYahoo!Mobage用『くにおくんの熱血大運動会』が利用可能となった。
2023年9月6日には欧米のファミリーコンピュータ Nintendo Switch Online向けにDowntown Nekketsu March: Super-Awesome Field Day!のタイトル名で、日本版がそのまま配信された。

## ゲーム内容
主人公であるくにお率いる熱血高校チームをはじめとする全4チームで、クロスカントリーや玉割りなどを行い、得点を競うゲームである。競技中の「殴る・蹴る・武器の使用」がルールで認められている。最大4人までの同時対戦が可能である。セーブ機能はない。
1人プレイで、かつ熱血高校チームでプレイし優勝すると、くにお・とうどう・やまだによる寸劇エンディングが見られる。

### 競技種目
各競技について回数・制限時間が設定可能で、さらに2人以上でプレイする場合は、種目の順番やプレイする種目を設定できる。
共通ルールとして、相手を転倒させる・アイテムを拾うことで得点が加算され、相手に転倒させられることで減点される。
なお1人プレイの場合、各競技において回数が2回（もしくは3回）以上行わなければならない。また各競技終了時点でチームの累計得点が1位でなければ、その時点でゲームオーバーになってしまう。
夢見町クロスカントリー
冷峰学園のある夢見町に設定されたコースを回り、その順位を競う。コースは冷峰学園をスタートし、街中、公園、他人の家屋内や庭、屋根の上、マンションの屋上を駆け抜け、下水道を泳ぎ抜き、冷峰学園に戻ってくるというもの。
各チェックポイントの通過順位に応じて点数が加算されていく（ゴールでの得点は他のチェックポイントより高い）。制限時間以内にゴールできないと無効試合となり、順位に応じた点数が入らない。
トップのランナーが先に進むことで画面がスクロールするエリアでは、遅れて画面の外へはみ出てしまうとコースアウトとなり減点されてしまう。
スタート時にピストルが鳴る前にスタートラインを超える行為（フライング）を3回行う、体力が0になる、下水道で溺れて失神すると失格となり、競技から除外されチームの点数を減点されてしまう。
障害部屋競争
様々な障害がある部屋を順に回っていき、その順位を競う。クロスカントリーと違い、各部屋は1画面で画面がスクロールしないためコースアウトは無い。また、制限時間も各部屋ごとのもので、時間切れになってもその時点で部屋にいた選手にチェックポイント通過の点が入らないだけで、無効試合にはならない。各部屋の通過順位に応じて点が加算される。
CPUが足が遅く、ジャンプ力も低めの選手を操作する場合、ジャンプ台の部屋でジャンプの失敗を制限時間内まで繰り返す現象が発生する（まえだ、にしむら、くまだの最遅3人に至っては最初のジャンプ台にすらジャンプできない）。プレイヤーがそのキャラクターを攻撃をし、ジャンプの位置を変えれば通過できる。また、壁から手が飛び出してくるエリアでも通過の失敗を繰り返してしまうが、こちらはCPU一人のみになると手が飛び出してこなくなる。
クロスカントリー同様、スタート時にフライングが発生する（3回で失格）。またこちらも体力が0になると失格となり、競技から除外されチームの点数を減点されてしまう。
棒の上の玉割り競争
2チーム1組（組み合わせは任意）となり、中央上部に設置された赤いくす玉をどちらが先に割るかを競う。くす玉の下に2本の棒があり、その棒をよじ登って拳でくす玉を割る。2つの棒は非常に近い位置にあり、登っている最中に上や隣にいる相手の選手を殴って下に落とすことができる。体力が0になると失格となるが、この競技においては失格によるチームの減点はない。
勝ち抜き格闘大会
冷峰学園校舎側面に設置されたリングでバトルロイヤルを行い、体力が無くなるかリングアウトした選手から脱落していく。最後までリングに残った選手の勝利となり、制限時間以内に勝者が決まらなければ無効試合になる。この競技では必殺技を持っている選手はそれが使用可能となる。PCE版ではリングの外観が違うものが2つ用意されていて、試合ごとにリングが変わる仕様になっている（このうち柔道場ではリングアウトができない）。
CPUのキャラクターをしばらく壁に向かって投げ付けるとパワーゲージに変化は無いもののKO判定が出る。ただしその直後にそのCPUのキャラクターが透明人間となってプレーヤーに攻撃を仕掛けてきたり、また逆に立ち上がったものの何もせずに立っているだけの状態になるというバグが発生することがある。これらいずれも攻撃して倒すと、正式にKOしたことになる。
必殺技「マッハ叩き」を持つわしおとはやさかは、コマンドボタンの都合から一部のアイテム（格闘の指輪、マジックステッキ、ビタミンドリンク）を「マッハで叩いて」しまうため、アイテムの効果を受けることができない。これ以外にも、コマンドボタンの都合により一部の動作ができないキャラクターがいる。この現象はプレーヤーが操作する時のみ発生し、CPUが操作する場合は通常通りアイテムの効果を受けることができてしまう。
また、本来はすがたの「爆弾パンチ」、りゅういちの「爆魔龍神脚」、りゅうじの「天殺龍神拳」等はジャンプの着地した瞬間（しゃがみ状態）に出すが、CPUが操作する場合はジャンプせずにこれらの技を使ってくることがある。

### アイテム
各競技場にはアイテムが落ちており、拾って武器として殴ったり、投げて相手にぶつけてダメージを与えたりすることができる。所持アイテムは手元に表示され、一度に持てるのは1つだけ。別のアイテムを拾うには現在持っているアイテムを投げるなどして手ぶらにしなければならない。重いアイテムは殴るスピードが遅く投げた時の飛距離も短いが、所持中に移動速度が遅くなることはない。アイテムを所持したまま競技終了すると、次に競技に参加したときに、そのアイテムを持ったまま競技に参加できる（玉割り競争後は除く）。
ばくだん（爆弾）
持って投げると爆発して、敵を吹っ飛ばすことができる。見た目の違いは無いが、敵や物に投げて当ててから数秒後に爆発するタイプと、即爆発するタイプの2種類ある（攻撃力は時間差がある方が高い）。なお、爆弾鬼ごっこの爆弾とは異なる。
ぼくとう（木刀）
オーソドックスな武器。しみず、ごだい、はやみはこれを持っていないと必殺技が使えない。
マジックステッキ
振ると光り、足がもちづき並に速くなったり、力が強くなったりする（前述のように「勝ち抜き格闘」における一部キャラクターを除く）。一度光ると効果は競技終了まで持続し、ステッキを持ち続ける必要は無い。たまにハズレもあり、これは振っても光らない。
鉄アレイ
重くて強力な武器だが、少々攻撃速度が遅い。また、投げた時の飛距離もやや短く画面端まで届かない時がある。
めりけんさっく（メリケンサック）
攻撃力が若干高く攻撃速度も速い反面、リーチが短い。
たいや（タイヤ）
唯一「担ぐ」アイテムで、担いでいるタイヤの上に乗る事もできる。武器としての攻撃力が高くリーチも長いが、重いため攻撃速度は遅い。投げると転がり、転がっている最中に触れるとダメージを受ける。
まいぼうる（ボウリングの球）
砲丸投げのように上に投げるためリーチは短い。着地後は障害物に当たるまでずっと転がり続け、触れるとダメージを受ける。PCE版には大小のボールが存在し、大きいボールで殴った時には相手が吹っ飛ぶこともある。
ビタミンドリンク
飲むと体力が回復する（前述のように「勝ち抜き格闘」における一部キャラクターを除く）。見た目の違いは無いが回復量は大小2種類ある（PCE版では大回復がオレンジ、小回復が青と色による違いがある）。大の方は個人の通常の体力の上限を超えて255まで回復するが、小のほうは体力が128以上だと回復しない。飲みきるまでは時間を要し、その間に攻撃を受けると落としてしまい、体力は回復しない。
かくとうのゆびわ（格闘の指輪）
小さくて見落としやすくリーチも短いが、武器としての攻撃力が全アイテム中最も高い。またこれを持っていると勝ち抜き格闘で必殺技「人間魚雷アタック」という必殺技が使えるようになる（前述のように一部キャラクターを除く）。
クロスカントリー、障害部屋競争において、ビタミンドリンクを飲むごとに武器の数が減っていき、最終的には武器が全くなくなるという現象が起こる。

### 個人賞
全競技が終了すると、個人賞の発表が行われる。点数が表示されるので総合成績に影響があるように見えるが、実際には加算されない。
個人賞は各人の累計得点を参考にして選ばれる。なお、この「累計得点」には競技終了後に順位に応じて加算される得点は含まれない（順位による得点は個人ではなくチーム全体に入る得点として扱われるため）。
かんとうしょう：150点
敢闘賞。累計得点において2位に該当する選手に授与される。
さいゆうしゅうせんしゅしょう：200点
最優秀選手賞。累計得点において1位に該当する選手に授与される。
なめてるやつでしょう：-150点
なめてる奴で賞。累計得点において「得点が0点より高い選手の中で最も低い点数」の選手（あくまでマイナス得点の選手は対象外）に授与される。
れいほうがくえんしょう（DS版ではあとみっくぼんばーしょう）：100点
冷峰学園賞。累計得点からクロスカントリーでの得点を差し引いた点数が最も高かった選手に授与される。よって、クロスカントリーのみプレイした場合は受賞者なしとなる。
とうどうグループとくべつしょう（DS版ではTCCとくべつしょう）：250点
藤堂グループ特別賞。受賞の対象は正確には判明していないが、最後の競技が始まる直前まで累計得点がマイナスで、最後の競技に出場し、最終的に累計得点が0点を上回った選手に授与される。

## ストーリー
冷峰学園生徒会は、前生徒会長であったやまだの悪事をお詫びするため、他の学校との運動会の開催を提案した。ところが運動会の内容を任された新生徒会長のとうどうは、お詫びどころか運動会を通して冷峰学園以外の学校を叩き潰してしまおうと企んでおり、競技内容を凄まじいものにし、冷峰学園チームにはダブルドラゴン兄弟をはじめとした超強力メンバーを揃えたのだった。誰もが参加に二の足を踏むと思われたが、くにお率いる熱血高校チーム、りき率いる花園高校チーム、ごうだがまとめた各校連合チームは平然と参加を表明。こうして藤堂考案の運動会はこの4チームで行われることになったのである。

## 参加チーム
4チームから1チームずつ重複なしで選択する。プレイヤーが操作しないチームはCPUが操作する。『DS版』での変更点はくにおくんの超熱血!大運動会#参加チームの項目を参照。
もりもとやこばやしとは別の条件で、はやみ以外の連合メンバーおよびもちづき・おとなしも武器投げが覚醒することがある。

### 熱血高校
キャプテンのくにおはどの能力値も高いが、逆にくにお以外のメンバーは飛びぬけた点が少ない。
くにお：体力240・必殺技「マッハキック」
- 声 - 堀川亮

熱血チームのキャプテンで、何でもこなす万能選手。特にキック力、起き上がりの早さはピカイチ。実は玉割り競争でジャンプキックが大いに活躍する（キック力が強い他の選手も同様）。
「マッハキック」はキックの連打を相手に叩き込む技。ただしジャンプキックは使えなくなってしまう。
すがた：体力200・必殺技「爆弾パンチ」
- 声 - 林延年

姿三十朗（すがた さんじゅうろう）。熱血チームの副キャプテン。能力は平均的。足はそこそこ速いが武器攻撃力と武器投げ攻撃力が低く、少々打たれ弱い。
「爆弾パンチ」はしゃがみ状態から拳を突き出して真横に飛び、敵をまとめて吹き飛ばす技。強力だが武器投げや飛び蹴りなどのカウンターに弱く、リング下方で繰り出すと自らリングアウトしてしまう危険性もある。
ななせ：体力200・必殺技「ダブルチョップ」
- 声 - 高木渉

七瀬遥（ななせ はるか）。すがたと同じく平均的な力を持つが少々打たれ弱く足が遅い。
「ダブルチョップ」は斜めジャンプ状態から降下しながら両手でのチョップを叩き込む。決まれば相手を吹き飛ばせる強力な技だが、武器を投げられると返されることもある。
たかみね：体力180
鷹峰昇（たかみね のぼる）。体力はいまいちで足も遅いが、攻撃力と打たれ強さはなかなかのもの。走る競技よりも格闘競技向き。
もりもと：体力160
森本健一（もりもと けんいち）。能力は全体的に低く、これと言って取り柄は無いが、あるバグ技によって武器投げ攻撃力が飛躍的に高くなり、体力が低く打たれ弱いキャラクターに至っては数発で倒せるようになる（この裏技はこばやしにも当てはまるが、もりもと程は強くならない）。体力と各身体能力こそかなり低いが、打たれ強さだけはそこそこ。
いちじょう：体力140
一条勇人（いちじょう はやと）。体力と素手・蹴りの攻撃力が最低な上に、にしむら並に打たれ弱く、肺活量も低いなど欠点が非常に多い。しかし武器攻撃力はごだいの次に高く、足の速さもそこそこある。パンチ力は、玉割りで100回以上殴らなければならないほどに低い。

### 花園高校
全体的に足が遅めのキャラクターが多く、攻撃力重視のチームになっている。
りき：体力250・必殺技「マッハパンチ」
花園チームのキャプテンで、くにおのライバル。他チームのキャプテンと比べると足は遅いが、体力とパンチ力では勝り、特にパンチ力は全選手でNo.1である。体力もにしむらに次いで高く、しかもにしむらとは違い打たれ強い。走る競技は苦手だが、格闘競技では絶対的な強さを誇る。
「マッハパンチ」はパンチの連打を高速（ただしマッハ系の必殺技の中では最遅）で繰り出す。
さおとめ：体力210・必殺技「オーラパンチ」
五月女光（さおとめ ひかる）。花園チームの副キャプテンでイケメン。飛び抜けた能力値はないが、全能力が平均して高い優秀なオールラウンダー選手。若干打たれ弱いのが欠点だが、格闘タイプの多い花園においてよしのと共に貴重な俊足選手でもある。水泳も得意で水中ではとても長く息が続く。
「オーラパンチ」は、腕に見えないオーラを集中させて放ち、直線上の敵を全てなぎ倒す本作唯一の飛び道具系の必殺技。発動に構えと溜め動作が必要なため連発はできないが、溜めた時間の長さに比例して威力が上がるほか、ステージの端から端まで届く。また、撃った直後に逆方向にのキーを押せば前後同時にも撃てる。
まえだ：体力180
前田享（まえだ とおる）。足が非常に遅く、ジャンプ力も無い。カナヅチのため泳ぎも肺活量も最低レベルだが、パワーは一級品。
特に必殺技はないが、勝ち抜き格闘ではCPUが操作する際に左右にジャンプキックを連発してグロッキー状態を長引かせる特技を繰り出してくる。
よしの：体力180
吉野光明（よしの みつあき）。音楽一家で、自身も吹奏楽部だったが生まれつき足が速く、そこに目をつけたりきにいやらしい本2冊で買収されて参加することを決意した。打たれ弱いがパワー重視の花園チームの中でも走力があり、走力系のキャラクターにしては攻撃力もそれなりにある。
わしお：体力220・必殺技「マッハ叩き」
鷲尾修二（わしお しゅうじ）。体力とキック力はそこそこで、武器の扱いも得意なので格闘で頼りになる。足は遅めだが泳ぎは速い。
「マッハ叩き」は手持ちの武器で目にも止まらぬ速さで敵を殴りつける。かついだ人間でもマッハで叩く。接近戦で威力を発揮するが、思わぬ反撃で武器を奪われることがある。
しみず：体力180・必殺技「ハリケーンクラッシュ」
清水浩一（しみず こういち）。全体的に能力は低めだが、どちらかといえば格闘タイプ。立ち上がりも早い方だが、決して打たれ強い方とは言えないため、むしろ仇となってしまうことも。
「ハリケーンクラッシュ」は木刀を持った状態でのみ使える必殺技で、木刀を縦に振り回して攻撃する。ただし、しみず（はやみも）の武器攻撃力が低いため、他の武器使用の必殺技と比べると圧倒的に弱い。なお、キャラの前後に当たり判定があるようにみえるが、実際には当たり判定は前方だけである。

### 冷峰学園
どのキャラクターも平均値以上の能力を持つ上、他チームのキャプテンに匹敵する能力値を持つキャラクターが3人もいる最強のチーム。
りゅういち：体力240・必殺技「龍尾嵐風脚」、「爆魔龍神脚」
服部竜一（はっとり りゅういち）。冷峰チームのキャプテン。2つの必殺技を使える上に、キック力はくにおに次いで高い。しかし他チームのキャプテンと比べると若干打たれ弱い。
「龍尾嵐風脚」はジャンプした状態で体を回転させ全方向に蹴りを繰り出す。周囲の敵をまとめて吹き飛ばせる上に、メリケンサックや木刀程度の武器投げなら跳ね返せる。
「爆魔龍神脚」はしゃがみ状態から飛び膝蹴りを繰り出しつつ、前方に飛び上がる技。すがたの「爆弾パンチ」と性質が似ており、リーチが長い上にステージの下方でまともに食らえば一撃で場外まで吹き飛ばされることもある強力な必殺技だが、軌道の性質上中間距離の相手だと跳び越してしまって当たらないことがある。また、タイミングによっては武器投げや飛び蹴り、「ダブルチョップ」、「頭突きスペシャル」などで返されることもあり、「爆弾パンチ」とかちあった場合は一方的に打ち負けてしまう。
りゅうじ：体力230・必殺技「龍尾嵐風脚」、「天殺龍神拳」
服部竜二（はっとり りゅうじ）。冷峰チームの副キャプテン。兄のりゅういちに匹敵する実力を持ち、兄と同じく2つの必殺技を使えるため、実質的に2人目のキャプテンのようなもの。りゅういちより若干パンチ力が高く、反面キック力は少々低い。
「天殺龍神拳」はしゃがみ状態から繰り出す超強力なアッパー。リーチは非常に短いが正面からの攻撃に対しても非常に強く、武器投げや飛び蹴りすら跳ね返す攻守共にとても優れた必殺技である。
はやさか：体力200・必殺技「マッハ叩き」
早坂良麻（はやさか りょうま）。武器の扱いに長けた格闘タイプだが、素手での攻撃力が低めで足も遅く、非常に打たれ弱い。同じ「マッハ叩き」使いのわしおと比べると、武器攻撃力とジャンプ力以外の能力が低い。
もちづき：体力200
望月駿（もちづき しゅん）。冷峰四天王の一人。「かっとびのもつ」の異名を持ち、全選手の中で最速の走力を誇り泳ぎも速い（ただし肺活量はあまり無い）。武器投げ攻撃力が毎回ランダムで決まり、場合によっては最強になる場合もある。これを駆使しつつ、逃げ切りを狙うのであればクロスカントリーや障害部屋で大活躍する。反面素手・蹴りの格闘攻撃力が低く、打たれ弱いのですぐにやられてしまうのが欠点。
こばやし：体力230・必殺技「マッハチョップ」
小林政男（こばやし まさお）。冷峰四天王筆頭。泳ぎと肺活量に難があるものの、走攻守ともにキャプテンクラスに匹敵する実力を持つ上に、もりもとと同様にある裏技で武器投げ攻撃力が急上昇するキャラクター。
「マッハチョップ」は立ち状態で繰り出す高速のチョップの連打。マッハ系の必殺技の中でも威力は低いがスピードは最速を誇る。
おとなし：体力180・必殺技「脳天チョップ」
音無京助（おとなし きょうすけ）。チームの中では地味な男だが、ダウンしてから起き上がるのが出場選手の中で最も早く、（バグや裏技抜きでは）武器投げ攻撃力も最も高い。非常に打たれ弱いのが欠点。
「脳天チョップ」は垂直にジャンプした状態から繰り出すチョップ。ななせの「ダブルチョップ」に似ているが、当たった相手はグロッキーになるだけで、「ダブルチョップ」のように相手を吹き飛ばすことはできない。

### 各校連合
それぞれ個性が強く、癖が強いキャラクターがそろっている。
ごうだ：体力230・必殺技「頭突き」
豪田剛（ごうだ つよし）。宝陵高校所属。連合チームのキャプテン。走攻守の各能力がとても高く、くにおと同じく何でもこなす万能選手で、特に打たれ強さはNo.1。
「頭突きスペシャル」は威力もさることながら正面からの攻撃にとても強く、相手を吹き飛ばす上にタイミングによってはりゅういちの「爆魔龍神脚」すらはね返す。代わりにキックができなくなってしまう。
ごだい：体力240・必殺技「棒術スペシャル」
五代奨（ごだい すすむ）。谷花高校所属。連合チームの副キャプテン。万能選手で各能力も全体的に高め。武器攻撃力に秀でている。
「棒術スペシャル」は木刀を持った状態でのみ使用可能。木刀を構えた状態で高速回転し、近くの敵を全てなぎ倒す。いったん巻き込まれると自力での脱出が非常に困難なハメ技で、一度に全員をハメることもでき、場合によってはそのまま倒されてしまうことすらある。ジャンプ中に制御がきかないことと、何よりも木刀でなければ発動できないのが難点。ダッシュジャンプの際にこの技を繰り出すと相手を吹っ飛ばすことが可能。
にしむら：体力255・必殺技「溜めパンチ」
西村成孝（にしむら なりたか）。白鷹工業高校所属。攻撃力が高めで全キャラクタートップの体力を持つ一方で非常に打たれ弱く、立ち上がりも遅い。まえだと同様足は非常に遅く（足の速さは本作中最遅で、歩くスピードと変わらない。むしろ歩いたほうがブレーキがかからず、これはまえだ、くまだにも当てはまる）肥満のせいで肺活量もずば抜けて低い。しかし立ち泳ぎに限っては非常に速い。玉割り競争で勝ち抜き格闘に限って、他のキャラクターよりもパンチが速い（「マッハパンチ」を必殺技に持つりきを除く）。またそのパンチを受けると一発でグロッキー状態になる。
「溜めパンチ」は拳を引いて力を溜め、一気に放つ必殺技。スキは多いが威力は全ての必殺技の中で最も高く、直撃すれば相手を吹き飛ばすが、一定時間溜めなければならないのでスキだらけな上、さおとめの「オーラパンチ」と違い、拳が届かない距離の敵には当たらない。ただし、さおとめ同様、撃った直後に逆方向にキーを押せば前後同時にも撃て、挟撃してきた複数の相手を吹っ飛ばすことができる。
さわぐち：体力160
沢口靖夫（さわぐち やすお）。白鷹工業高校所属。にしむらの使いっ走り。足はそこそこ速いが、その他の能力値は最低クラス。攻撃力は非常に低く打たれ弱いため、競走向き。
くまだ：体力210・必殺技「人間魚雷」
熊田重蔵（くまだ じゅうぞう）。虎島実業第四高校所属。柔道家だけに投げが得意だが、鈍足の上やや打たれ弱いなど能力はあまり高くない。
必殺技の「人間魚雷」は相手を持ち上げて投げ飛ばすと、投げ飛ばされた相手がそのまま回転しながら魚雷の様に猛スピードで地面を滑っていってしまう技。他の相手に目掛けて投げ、当てるのが基本的な使い方だが、投げられると全く制止が利かなくなるため、それを利用してステージの下方で使えばそのまま敵を場外負けにしてしまうことが可能。しかし投げる場所と方向を誤ると自分が巻き添えを喰らうこともある。
はやみ：体力140・必殺技「ハリケーンクラッシュ」
速水武士（はやみ たけし）。隼商業高校所属。無口でほとんどが謎に包まれている。いちじょうと同じく体力は最低の上打たれ弱いが、足は早く水泳も得意で、キック力がりゅういちと同レベルという強さを持つ。

## その他登場人物
以下の人物はFC版やGB版、PCE版では競技に参加しないが、『ダウンタウン熱血行進曲DX』では競技に参加して操作できる。
とうどう
藤堂護（とうどう まもる）。冷峰学園現生徒会長で、藤堂グループの御曹司。不良が嫌いで、特にくにおを腹の底から憎んでいる。
はせべ
長谷部和美（はせべ かずみ）。前作にも登場した元スケ番で、冷峰学園生徒会副会長。運動会の司会進行役を務める（GB版ではプログラムおよびBGMの変更も担当）。相変わらずくにおのことがお気に入り。
もりさわ
森沢博子（もりさわ ひろこ）。冷峰学園女子バレー部副部長。運動会の実行委員を務め、プログラム変更を担当する（1人プレイ時およびGB版には未登場）。明るく怖いもの知らずな性格。ももぞのとは中学時代の同級生。
こうづき
上月茜（こうづき あかね）。冷峰学園放送部部長。運動会でも放送委員を務め、BGM変更を担当（GB版には未登場）。スポーツ万能で、密かに芸能界入りを目指している。
ももぞの
桃園里美（ももぞの さとみ）。熱血高校チームの応援ガール。元気印の女の子。
しまだ
島田真美（しまだ まみ）。花園高校チームの応援ガール。りきの彼女で、無邪気で可愛い性格。
あいはら
藍原静（あいはら しずか）。冷峰学園チームの応援ガール。控えめな性格で、普段はぼーっとしていることが多いが、怒ると怖い。
きりしま
霧島裕子（きりしま ゆうこ）。各校連合チームの応援ガール。激情家でお祭り好き。気が強く男勝りだが優しい一面もある。
やまだ
山田大樹（やまだ たいき）。冷峰学園前生徒会長で、現在は明暗高校に転校。エンディングでのみ登場する。前作で全国統一をもくろみ近隣学校を支配下に置いていったが、くにおとりきによって阻止された。

## 他機種版
| No. | タイトル                                                           | 発売日                            | 対応機種                                           | 開発元                 | 発売元                 | メディア                                        | 型式               | 備考                                                                      |
| --- | ------------------------------------------------------------------ | --------------------------------- | -------------------------------------------------- | ---------------------- | ---------------------- | ----------------------------------------------- | ------------------ | ------------------------------------------------------------------------- |
| 1   | ダウンタウン熱血行進曲 どこでも大運動会                            | 1992年7月24日                     | ゲームボーイ                                       | テクノスジャパン       | テクノスジャパン       | ロムカセット                                    | T-12053 T-12046-50 |                                                                           |
| 2   | ダウンタウン熱血行進曲 それゆけ大運動会                            | 1992年12月11日                    | PCエンジンSUPER CD-ROM2                            | KID                    | ナグザット             | CD-ROM                                          | NXCD2015           |                                                                           |
| 3   | くにおくん 熱血コレクション2                                       | 2005年10月27日                    | ゲームボーイアドバンス                             | アトラス               | アトラス               | ロムカセット                                    | AGB-B9BJ-JPN       | 『熱血高校ドッジボール部サッカー編』と併録 裏技やバグもそのまま収録       |
| 4   | 熱血行進曲勝ち抜き格闘DX                                           | 2007年5月17日                     | EZアプリ                                           | ウェブドゥジャパン     | ウェブドゥジャパン     | ダウンロード （熱血硬派くにおくんEZ）           | -                  | 「勝ち抜き格闘大会」のみ移植                                              |
| 5   | ダウンタウン熱血行進曲DX                                           | 2007年11月15日                    | BREW（R）対応機種 Java Phase3対応機種 （EZアプリ） | ウェブドゥジャパン     | ウェブドゥジャパン     | ダウンロード （熱血硬派くにおくんEZ）           | -                  | リメイク版                                                                |
| 6   | ダウンタウン熱血行進曲 それゆけ大運動会                            | 2007年12月4日                     | Wii                                                | テクノスジャパン       | アークシステムワークス | ダウンロード （バーチャルコンソール）           | -                  | ファミリーコンピュータ版の移植                                            |
| 7   | くにおくんの超熱血!大運動会                                        | 2010年2月4日                      | ニンテンドーDS                                     | アークシステムワークス | アークシステムワークス | DSカード                                        | -                  |                                                                           |
| 8   | ダウンタウン熱血行進曲 それゆけ大運動会                            | 2010年3月23日                     | Windows                                            | テクノスジャパン       | アークシステムワークス | ダウンロード （プロジェクトEGG）                | -                  | ファミリーコンピュータ版の移植                                            |
| 9   | ダウンタウン熱血行進曲 どこでも大運動会                            | 2012年5月16日                     | ニンテンドー3DS                                    | テクノスジャパン       | アークシステムワークス | ダウンロード （バーチャルコンソール）           | -                  | ゲームボーイ版の移植                                                      |
| 10  | ダウンタウン熱血行進曲 それゆけ大運動会                            | 2013年4月27日                     | Wii U                                              | テクノスジャパン       | アークシステムワークス | ダウンロード （バーチャルコンソール）           | -                  | ファミリーコンピュータ版の移植                                            |
| 11  | ダウンタウン熱血行進曲 それゆけ大運動会                            | 2013年6月12日                     | ニンテンドー3DS                                    | テクノスジャパン       | アークシステムワークス | ダウンロード                                    | -                  | ファミリーコンピュータ版の移植                                            |
| 12  | ダウンタウン熱血行進曲 それゆけ大運動会 〜オールスタースペシャル〜 | 2015年3月5日                      | PlayStation 3                                      | アークシステムワークス | アークシステムワークス | BD-ROM ダウンロード                             | BLJS-10296         | リメイク版                                                                |
| 13  | River City Super Sports Challange 〜All Stars Special              | 2015年10月28日 INT 2015年12月17日 | Steam                                              | アークシステムワークス | H2インタラクティブ     | ダウンロード                                    | -                  | PlayStation 3版の移植                                                     |
| 14  | くにおくんの熱血大運動会                                           | 2015年12月17日                    | Yahoo!Mobage                                       | アークシステムワークス | カプコン               | ダウンロード （オンラインブラウザゲーム）       | -                  |                                                                           |
| 15  | くにおくん熱血コンプリート ファミコン編                            | 2016年12月8日                     | ニンテンドー3DS                                    |                        | アークシステムワークス | 3DSカード                                       | CTR-P-BKCJ         | ファミリーコンピュータ版の移植 他シリーズのファミコン10作品との合同収録作 |
| 16  | くにおくん ザ・ワールド〜クラシックスコレクション〜                | 2018年12月20日                    | Nintendo Switch PlayStation 4 Xbox One Steam       |                        | アークシステムワークス | Switch専用ゲームカード ディスクROM ダウンロード | -                  | ファミリーコンピュータ版の移植 他シリーズのファミコン17作品との合同収録作 |
| 17  | ファミリーコンピュータ Nintendo Switch Online                      | 2019年8月21日 2023年9月6日        | Nintendo Switch                                    | 任天堂                 | 任天堂                 | ダウンロード                                    | -                  | ファミリーコンピュータ版の移植                                            |
| 18  | レトロスティック 熱血LEGEND くにおくん                             | 2024年12月10日                    | レトロスティック                                   |                        | ライソン               | 内蔵ゲーム                                      | -                  | ファミリーコンピュータ版の移植 他シリーズのファミコン4作品との合同収録作  |

### ゲームボーイ版
熱血高校チーム以外のチームにもエンディングが追加された。またGB版では熱血チームで勝つと「てくのすチーム」、連合チームで勝つと「ゆめみチーム」が熱血チームの代わりに登場する。個人賞に関しては点数が実際に加算されるようになった。アイテムを所持したまま競技終了すると、FC版では次に競技に参加したときに、そのアイテムを持ったまま競技に参加できたが、GB版ではできなくなった。

#### テクノス
熱血高校で優勝すると熱血高校の代わりに登場する。熱血高校と同様の必殺技が使える。
たけうち：体力240・必殺技「マッハキック」
グラフィックは違うが同名の人物が『くにおくんのドッジボールだよ全員集合!』の日本チーム、『ダウンタウン熱血べーすぼーる物語』の白鷹工業の選手としても登場する。
かしわばら：体力200・必殺技「爆弾パンチ」
グラフィックは違うが同名の人物が『くにおくんのドッジボールだよ全員集合!』のテクノスチームに登場する。
さかもと：体力200・必殺技「ダブルチョップ」
よしはら：体力180
グラフィックは違うが同名の人物が『くにおくんのドッジボールだよ全員集合!』のテクノスチームに登場する。
さくま：体力160
わだ：体力140
グラフィックは違うが同名の人物が『くにおくんのドッジボールだよ全員集合!』の日本チームに登場する。

#### ゆめみ
連合で優勝すると熱血高校の代わりに登場する。冷峰学園と同様の必殺技が使える。
じじい：体力230・必殺技「龍尾嵐風脚」、「爆魔龍神脚」
バーコード頭に丸眼鏡という名の通りの身形だが、かなりの強豪。
ポール：体力240・必殺技「龍尾嵐風脚」、「天殺龍神拳」
顔グラはもちづきのもの。
さんぺい：体力255・必殺技「マッハ叩き」
なすお：体力160
かりや：体力210・必殺技「マッハチョップ」
ひらめ：体力140・必殺技「脳天チョップ」

#### 競技の変更点
競技はGB版のみ以下のように変更された。
クロスカントリー
GB版では画面の都合上かコースアウトはない。
棒の上の玉割り競争
GB版では削除された。
格闘パン食い
GB版にのみ登場。落ちている1本のフランスパンを奪い合い、パンを噛んだ回数を競う。またパンを噛み続ければそのうちに飲み込み、その時点で競技が終了する。
爆弾鬼ごっこ
GB版にのみ登場。まずルーレットで鬼を決め、鬼に爆弾が持たされる。爆弾はダウンした選手になすりつけることができ、一定時間爆弾を保持し続けるか制限時間終了で爆弾は爆発。その時点で爆弾を持っていた選手の負けとなる。この種目だけ体力が存在せず、いくらダメージを受けても失格になることはないが、爆弾が爆発した時に爆弾を持っていた選手は体力0、爆風に巻き込まれ吹っ飛ばされた選手は体力が半分になってしまう。またタイムアップで吹っ飛ばされずに爆発エフェクトに触れていた選手は問答無用で体力が0になる。

### PCエンジン版
FC版をベースに、音声やアイテムが追加された。他にも各チームの選手の紹介や、競技間の応援ガールによる出し物（フォークダンスや綱引き等）が収録されている。またクロスカントリーと障害部屋のチェックポイントがそれぞれ1か所追加されている。
ダイナマイト
PCE版にのみ登場。爆弾と違い、投げて落ちた瞬間全員がダメージを受けて吹っ飛ぶ。
バット
PCE版にのみ登場。大きいまいぼうる同様、殴った相手が吹っ飛ぶ。
ハンマー
PCE版にのみ登場。攻撃力は鉄アレイとほぼ同じ。
タイヤ
PCE版には自転車のタイヤもある。

## 開発
ゲームデザインは『ダウンタウン熱血物語』の関本弘之（もけけ関本）。音楽は澤和雄。BGMNO.1の音楽はヘルマン・ネッケが作曲したクラシック音楽「クシコス・ポスト」であるが、ゲーム上では「馬車馬のように」という名前になっている。

### スタッフ
ファミリーコンピュータ版
- プログラム：南波靖一郎、松本康宏、熊谷慎太郎
- キャラクター・デザイン：根立克行
- 背景デザイン：東郷和代
- 音楽：澤和雄
- サウンド・プログラム：平沢道也、亀岡義弘
- マニュアル・パッケージ・デザイン：山根明子、向井久美子
- スペシャル・サンクス：白戸政男（イラスト）
- 企画シナリオ：関本弘之
- ディレクター：甲斐浩二、緒方孝治

PCエンジン版
- プログラム：ITSAM MATARCA（柳田勇）、りう（N.KUWATA）、BNK、じむいん Mやま（もりやまこうじ）
- グラフィック：かわいまさお、とみたかずや
- サウンド：藤後浩之
- 協力：内田誠、角康昭、青二プロダクション、ニュージャパンスタジオ
- スペシャル・サンクス：熊谷慎太郎、関本弘之、吉田晄浩、根立克行、CHISATO、HIROMI
- ディレクター：G.BABA、福田雅之

## 評価
ファミリーコンピュータ版
ゲーム誌『ファミコン通信』の「クロスレビュー」では合計23点（満40点）、『ファミリーコンピュータMagazine』の読者投票による「ゲーム通信簿」での評価は以下の通りとなっており、23.80点（満30点）となっている。
| 項目 | キャラクタ | 音楽 | 操作性 | 熱中度 | お買得度 | オリジナリティ | 総合  |
| 得点 | 4.27       | 3.97 | 3.75   | 4.16   | 3.78     | 3.87           | 23.80 |

ゲームボーイ版
ゲーム誌『ファミコン通信』の「クロスレビュー」では合計18点（満40点）、『ファミリーコンピュータMagazine』の読者投票による「ゲーム通信簿」での評価は以下の通りとなっており、22.2点（満30点）となっている。
| 項目 | キャラクタ | 音楽 | お買得度 | 操作性 | 熱中度 | オリジナリティ | 総合 |
| 得点 | 4.0        | 3.6  | 3.7      | 3.5    | 3.9    | 3.4            | 22.2 |

PCエンジン版
ゲーム誌『ファミコン通信』の「クロスレビュー」では合計20点、『月刊PCエンジン』では75・80・75・80・75の平均77点、『電撃PCエンジン』では60・65・60・55の平均60点、『マル勝PCエンジン』では10・9・9・8の合計36点（満40点）、『PC Engine FAN』の読者投票による「ゲーム通信簿」での評価は以下の通りとなっており、21.49点（満30点）となっている。また、この得点はPCエンジン全ソフトの中で202位（485本中、1993年時点）となっている。
| 項目 | キャラクタ | 音楽 | 操作性 | 熱中度 | お買得度 | オリジナリティ | 総合  |
| 得点 | 4.02       | 3.60 | 3.53   | 3.84   | 3.16     | 3.33           | 21.49 |

PlayStation 3版
ゲーム誌『ファミ通』の「クロスレビュー」では7・7・6・7合計27点（40点満点）。レビュアーはグラフィックや操作感の向上、マルチプレイ可能なゲームとして完成度が高い、あえてのドット絵やシリーズキャラクター勢揃いでファンには嬉しい、倒した相手の必殺技を覚えられそれを種目ごとを入れ替える戦略性がある異なる駆け引きが楽しめる、パーツの増加は収集欲が沸くとしたが、競技参加選手選択中にステータスを確認できない、同じ種目を何度もプレイするのは1人では辛い、自分が操作しているキャラを見失いがち、個人賞を貰える基準が不透明、ステージ編集は自由度があまりない、種目によってバランスにばらつきがある、価格と見合っているかは考え方次第だとした。

## 無断移植事件
2000年代初頭に、ネット上のプログラマー有志が呼びかけ、すでに発売元のテクノスジャパンが倒産していて再発売の見込みがなかった当作品を、Windows用アプリケーションとして移植する事件があった。しかしテクノスジャパンのゲーム版権はその倒産後、事件当時ミリオンという会社に譲渡されており、権利者に無断での移植とされ、刑事事件として関係者が提訴された。